# Rezervor

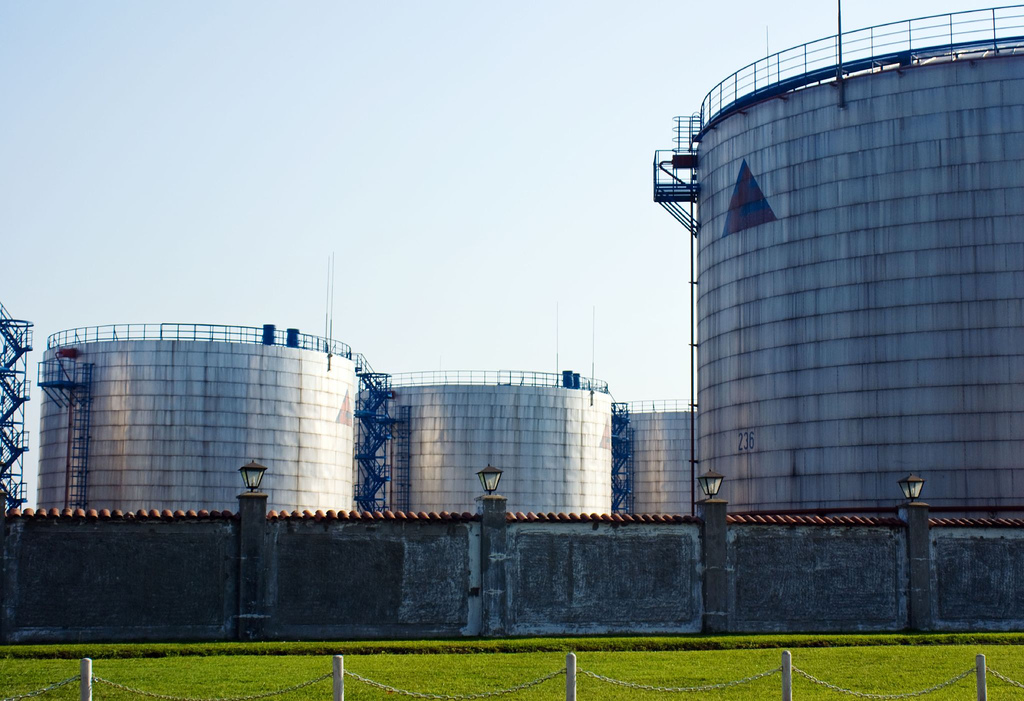
Rezervoare de petrol

Rezervorul reprezintă o construcție (bazin, recipient, vas) amenajată pentru depozitarea fluidelor, a materialelor pulverulente sau granulare. Pot fi construite din diverse materiale: beton, metal, plastic, fibră de sticlă etc. Rezervoarele pot să fie fixe, când sunt de mare capacitate, sau mobile, când sunt amplasate pe vehicule (autocisterne sau vagoane-cisternă). După locul amplasării, rezervoarele fixe pot fi subterane, de suprafață sau suspendate.
Tot rezervor se numește recipientul din care se alimentează cu combustibil motoarele unor vehicule (auto-moto, nave, avioane, rachete etc).

## Legături externe
- „rezervor” la DEX online